# Wolphin

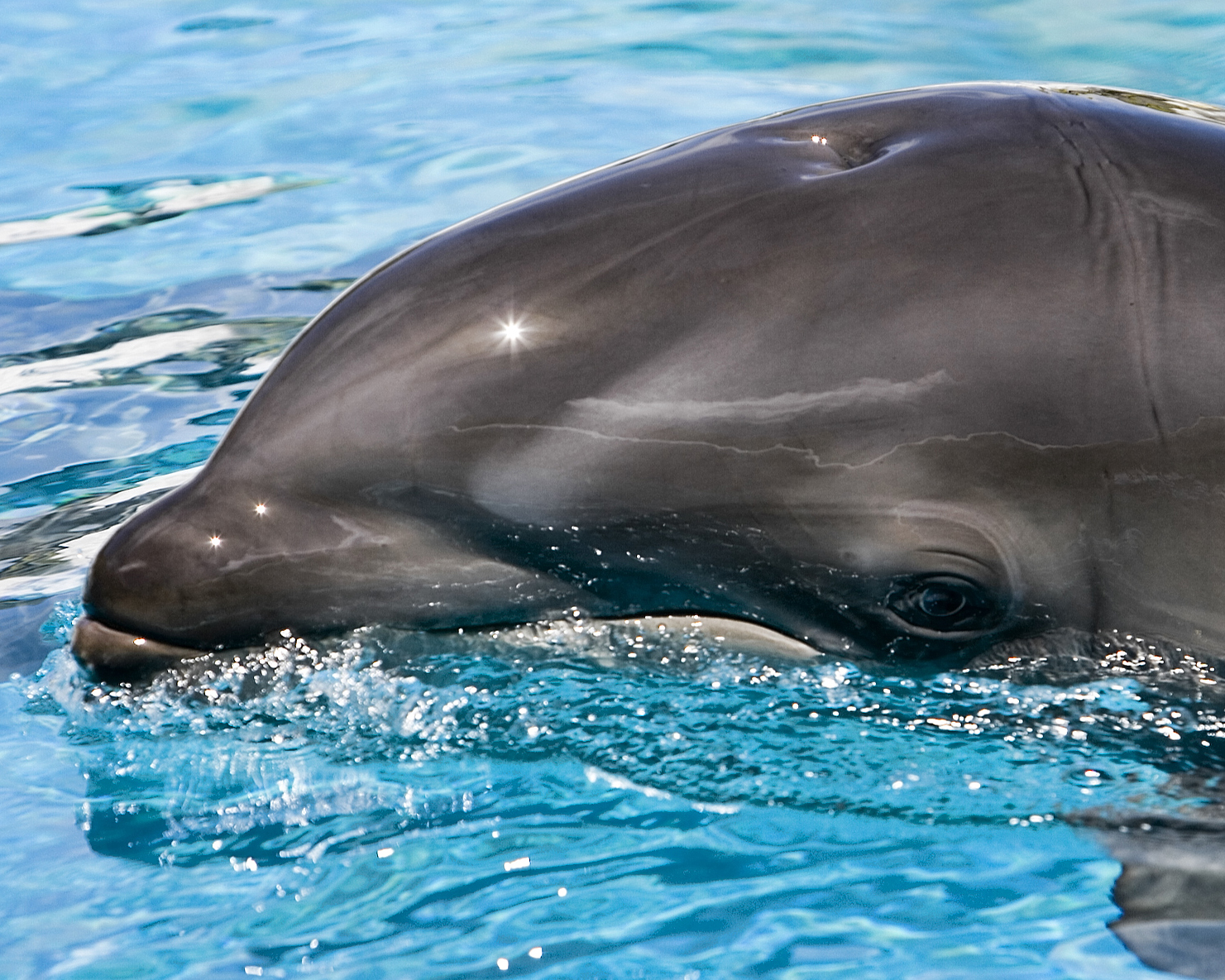
Der 9 Monate alte Wolphin Kawili’Kai im September 2005

Ein Wolphin (aus dem Englischen „Whale“ und „Dolphin“) ist ein Säugetier und stellt eine sehr seltene Kreuzung eines Großen Tümmlers (Tursiops truncatus) mit einem Kleinen Schwertwal (Pseudorca crassidens) dar. Bei beiden Arten handelt es sich um Arten aus der Familie der Delfine (Delphinidae), wobei der Schwertwal allerdings im Regelfall als „Wal“ und der Tümmler als „Delfin“ bezeichnet wird. Beim Wolphin handelt es sich somit um einen Hybriden.
In Menschenobhut leben weltweit derzeit nur zwei Wolphine im Sea Life Park auf Hawaii. Am 23. Dezember 2004 brachte die Wolphin-Mutter ein Kalb zur Welt. Da der Vater wiederum ein Delfin ist, liegen seine Erbanlagen irgendwo zwischen denen eines Wolphins und denen eines Großen Tümmlers. In freier Wildbahn wurde diese Form ebenfalls gesichtet.